# Marie Causse
Pour les articles homonymes, voir Causse (homonymie).
Marie Causse, née le 20 octobre 1980 à Combronde, (Puy-de-Dôme), est une traductrice, romancière et nouvelliste française.

## Ouvrages
- L’Odeur de la ville mouillée, nouvelles, Gallimard, collection L'Arpenteur, Paris, 2012  (ISBN 9782070137848) - prix de la nouvelle de l'Académie française.
- Bleu tatouage, Gallimard, L'Arpenteur, 144 p., Paris, 2014  (ISBN 9782070143177)[1].
- Le Bercail, Gallimard, L'Arpenteur, 256 p., Paris, 2015  (ISBN 978-2-07-010657-8).

## Prix et distinctions
- Prix de la nouvelle de l'Académie française en 2013 pour L’Odeur de la ville mouillée.
- Prix littéraire des Jeunes Européens en 2015 dans la catégorie des auteurs d'expression française, pour son roman Bleu tatouage[2].